# 14 juillet 1936
Le mardi 14 juillet 1936 est le 196e jour de l'année 1936.

## Naissances
- Charlotte Dravet, épileptologue et pédopsychiatre française
- Héctor Ulloa (mort le 5 octobre 2018), acteur colombien
- Marisa Allasio, actrice italienne
- Pema Chödrön, philosophe américaine
- Robert F. Overmyer (mort le 22 mars 1996), astronaute américain

## Décès
- Dhan Gopal Mukerji (né le 6 juillet 1890), écrivain indien
- Patrick Hogan (né le 13 mai 1891), personnalité politique irlandaise

## Événements
- Création de la Coastal Command au Royaume-Uni